# Чибіт
Чибіт (рос. Чибит) — село Улаганського району, Республіка Алтай Росії. Входить до складу Чибітського сільського поселення.
Населення — 639 осіб (2015 рік).